# Berg (Landshut)

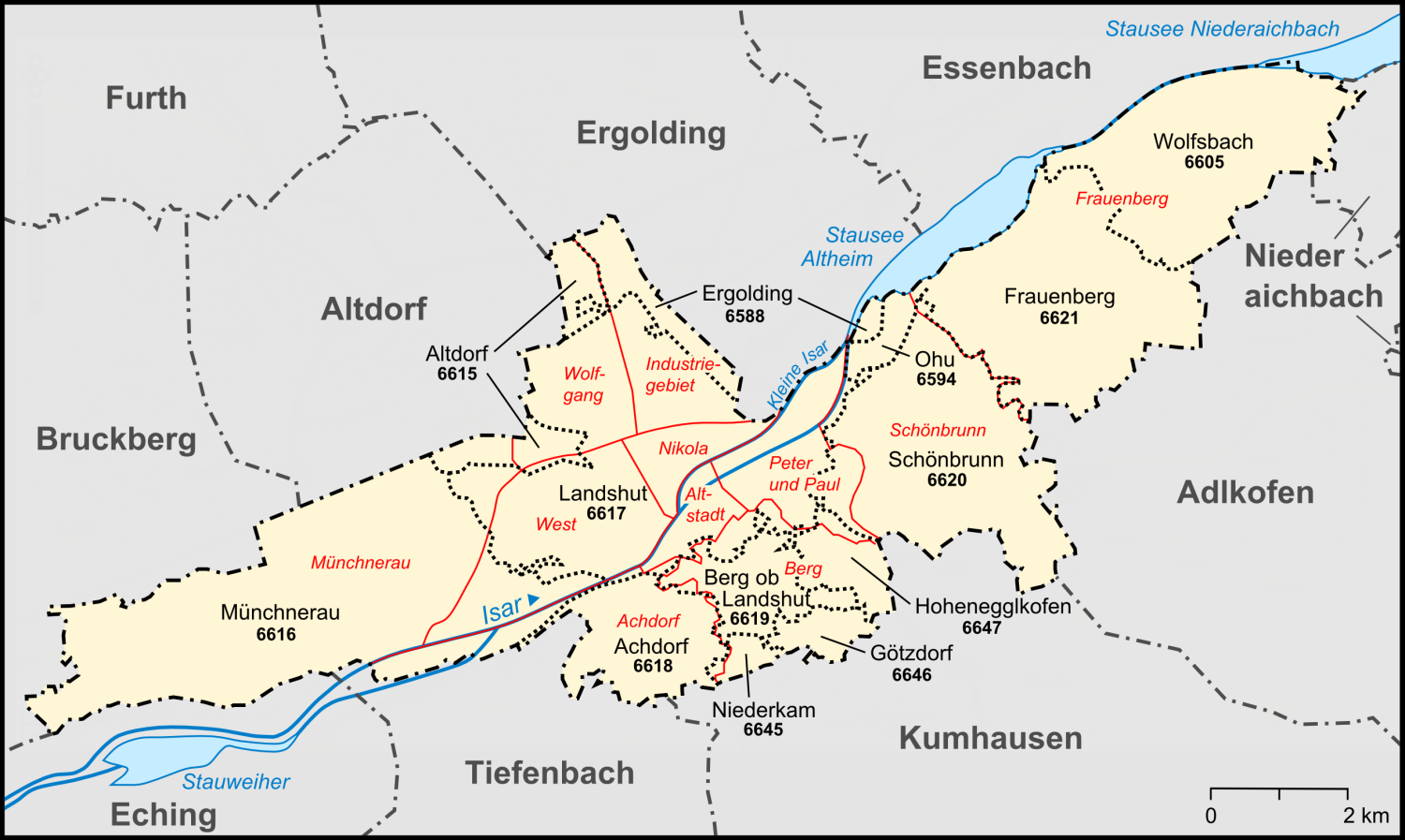
Karte der Stadtteile (rot) und Gemarkungen (schwarz) der Stadt Landshut

Berg ist ein Stadtteil, eine Gemarkung und ein Gemeindeteil von Landshut in Niederbayern. Diese drei Raumkonzepte sind nicht deckungsgleich. Der Gemeindeteil hatte Ende 2019 4821 Einwohner.

## Geographie
Der Stadtteil Berg mit einer Fläche von 5,3 km³ liegt im Süden von Landshut auf einer Erhebung. Ortsteile sind Bartreith, Berg ob Landshut, Berggrub, Englberg, Hagrain, Sallmannsberg, Salzdorf und Schopperhof. Erheblich kleiner als der Stadtteil ist die Gemarkung Berg mit einer Fläche von 226 Hektar, die ungefähr der Größe der ehemaligen Gemeinde Berg entspricht. Diese umfasste nur Berg und Trausnitz.

## Geschichte
Berg bildete eine Hofmark, die zum Landgericht Erding zählte. Sie war 1564 im Besitz von Adam Karl Khempinski, Richter zu Dorfen. 1682 wurde die Hofmark Berg an Johann Baptist Freiherrn von Leyden übertragen, welcher das heute noch bestehende  Adelmannschloss errichtete. Nach dem Tod von dessen Sohn Joseph Maria Freiherr von Leyden im Jahre 1733 ging der Besitz an Bernhard Lorenz von Chlingensperg über. Sein Erbe war der Neffe Josef Maria von Chlingensperg, der 1811 verstarb. Dessen Sohn Joseph von Chlingensperg war der letzte Inhaber der Hofmark Berg. Er verstarb 1837 und hinterließ seine Tochter Sophie, welche noch im selben Jahr Klemens Graf von Adelmann auf Adelmannsfeld heiratete. Dieser starb 1886, die Witwe lebte noch bis zu ihrem Tod 1911 in dem Schloss, das dann verwaiste, da sich der Sohn Gustav Graf von Adelmann kaum um das Anwesen kümmerte.
1818 entstand durch das bayerische Gemeindeedikt die Gemeinde Berg ob Landshut. Der selbstständige Luftkurort wurde am 1. April 1928 zusammen mit der Gemeinde Achdorf eingemeindet. Der Umfang der ehemaligen Gemeinde Berg entspricht etwa der heutigen Gemarkung Berg mit einer Fläche von 226 ha.
Bis heute ist Berg ob Landshut Sitz der römisch-katholischen Pfarrei Heilig Blut, zu der neben der Pfarrkirche auch die Wallfahrtskapelle Maria Bründl sowie die Filialkirchen St. Ottilia in Salzdorf und St. Laurentius in Berndorf (Gde. Kumhausen) gehören.

## Der Stadtteil und die Gemarkung
Der Stadtteil Berg, vulgo Hofberg, einer von 11 Stadtteilen Landshuts, hat eine Fläche von 530 ha und ist damit weiter gefasst als die gleichnamige Gemarkung. Zum Stadtteil Berg gehören auch die Gemarkungen (bzw. auf die Stadt Landshut entfallenden Gemarkungsteile) Hohenegglkofen (mit den Gemeindeteilen Bartreith, Berggrub, Hagrain, Sallmannsberg, Schopperhof auf einer Fläche von 137 ha), Götzdorf (mit dem Weiler Salzdorf auf einer Fläche von 84 ha) und Niederkam (mit den Gemeindeteilen Englberg und Ehrnstorf auf einer Fläche von 44 ha). Mit Stand vom 31. Dezember 2019 leben im Gemeindeteil Berg insgesamt 4821 Menschen, das entspricht einer Bevölkerungsdichte von etwa 910 Menschen pro Quadratkilometer. Der Stadtteil gilt als das Reichenviertel Landshuts. Auch der Hofgarten gehört zum Stadtteil Berg, jedoch nicht zur Gemarkung Berg, sondern zur Gemarkung Landshut (Altstadt).

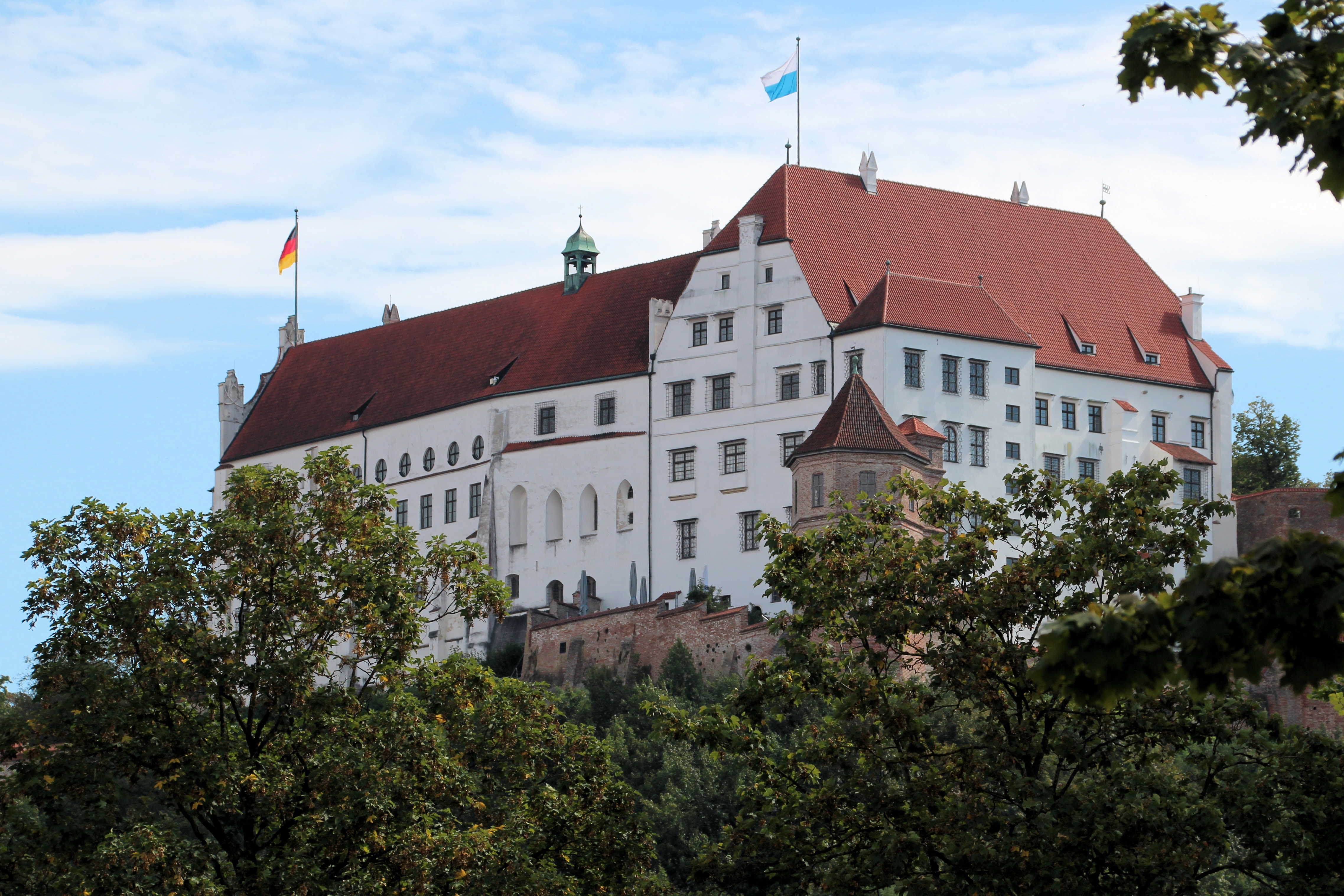
Burg Trausnitz (2020)

In der Gemarkung Berg befinden sich die Burg Trausnitz, eine Grundschule, ein Kindergarten, die Pfarrkirche Heilig Blut, die Wallfahrtskapelle Maria Bründl, das Adelmannschloss, das Dräxlmaierschlösschen, das Herzogsschlösschen im Herzogsgarten und der Burgstall Steppach. Die Burg Trausnitz galt bis 1962 als eigener Gemeindeteil. Ansonsten gab es neben dem Pfarrdorf Berg keine weiteren Gemeindeteile in der früheren Gemeinde Berg. Auf amtlichen Karten jedoch tauchen noch die Ortsnamen Annaberg und Hofberg auf.

## Sehenswürdigkeiten
- Adelmannschloss. Das ehemalige Hofmarkschloss mit den türmchenartigen Kaminen entstand um 1680.
- Burg Trausnitz. Im 15. Jahrhundert durch die sogenannten reichen Herzöge von Bayern-Landshut erweitert.
- Pfarrkirche Heilig Blut. Sie wurde zu Beginn des 15. Jahrhunderts erbaut.
- Wallfahrtskapelle Maria Bründl. Sie folgte einem hölzernen Vorgängerbau von 1666 und wurde 1720 geweiht.